# Бахтадзе, Вахтанг Давидович
Вахтанг Бахтадзе (26 декабря 1914 — 14 сентября 1991) — грузинский и советский режиссёр-мультипликатор. Режиссёр, сценарист и художник-постановщик мультипликационных фильмов.

## Биография
Родился 26 декабря 1914 года. Учился в электротехникуме связи, посещал художественную студию М. Таидзе. В 1933 году поступил в Грузинскую Академию художеств, в это же время начал работать в мультцехе кинофабрики «Госкинпром Грузии» фазовщиком, затем аниматором. Окончил экстерном филологический факультет Тбилисского госуниверситета. С 1950 года — в режиссуре (ассистент, второй режиссёр, режиссёр постановщик). С 1953 года — на к/с «Грузия-фильм». Член АСИФА.
Наиболее известный персонаж режиссёра — Самоделкин.

Со сценаристом Н. И. Бенашвили создал образ современного юного героя, пытливого умельца Самоделкина, друга и советчика детворы в фильмах: «Приключения Самоделкина», «После гудка», «Самоделкин-спортсмен», «Самоделкин в космосе», «Самоделкин под водой», «Самоделкин на выставке», «Подарок Самоделкина».
— Кино: Энциклопедический словарь, М. Советская энциклопедия, 1987, с.39.

## Фильмография

### Режиссёр
- 1952 — «Зурико и Марико»
- 1952 — «Счастье бедняка»
- 1953 — «Курша»
- 1954 — «Церико»
- 1957 — «Приключения Самоделкина»
- 1959 — «Вот, какие мы спортсмены»
- 1959 — «После гудка»
- 1962 — «Самоделкин-спортсмен»
- 1963 — «Королева стола»
- 1964 — «Нарцисс»
- 1966 — «Три соседа»
- 1968 — «О, мода, мода!»
- 1970 — «Ещё раз о моде»
- 1971 — «Самоделкин в космосе»
- 1972 — «Новолуние»
- 1973 — «Игра в домики»
- 1975 — «Девочка и гусь»
- 1977 — «Самоделкин под водой»
- 1979 — «Фантазия»
- 1980 — «Самоделкин на выставке»
- 1983 — «Подарок Самоделкина»
- 1986 — «Улитка»

### Сценарист
- 1959 — «После гудка»
- 1962 — «Самоделкин-спортсмен»
- 1964 — «Нарцисс»

### Художник
- 1940 — «Дружба»
- 1952 — «Зурико и Марико»

### Аниматор
- 1936 — «Аргонавты»

### Фазовщик
- 1936 — «Пройдоха (Маскарад лиса)»
- 1938 — «Блоха и муравей»
- 1939 — «Чиора (Достойный ответ)»
- 1939 — «Юный стрелок (Ворошиловский стрелок)»
- 1941 — «Превзошёл»
- 1943 — «Три товарища»
- 1944 — «Когда Геббельс не врёт»
- 1946 — «Орлиное гнездо»
- 1947 — «Золотой гребешок»
- 1949 — «Весенние гости»
- 1951 — «Джафара»

## Призы и награды
- 1959 — ВКФ Всесоюзный кинофестиваль в Москве, Премия («Приключения Самоделкина»)
- 1960 — Международный кинофестиваль в Сан-Франциско, США, Приз («Приключения Самоделкина»).[1]
- Заслуженный деятель искусств Грузинской ССР
- 1985 — Народный артист Грузинской ССР